# Halott Pénz
Halott Pénz è un gruppo musicale ungherese formatosi nel 2004. È attualmente costituito dai musicisti Dávid Marsalkó, Márk Járai, Gábor "Venom" Boros, Barnabás Prifer, Samu Papp, Dávid "Ninja" Mihalovics e Mátyás Varga.

## Storia del gruppo
Gli Halott Pénz hanno conseguito il loro primo piazzamento nella Album Top 40 slágerlista con il quarto album in studio, dal titolo Ülni. Örülni. Megőrülni., che ha esordito al 5º posto della classifica. Hanno conseguito anche un ingresso in top five nella hit parade relativa ai singoli, piazzando Amikor feladnád in 5ª posizione, e quindici dischi di platino, di cui tredici per Hol van az a lány.
Sono stati premiati con quattro Fonogram Awards e candidati per l'MTV Europe Music Award al miglior artista ungherese in due occasioni.

## Formazione
Attuale
- Dávid Marsalkó – voce
- Márk Járai
- Gábor "Venom" Boros
- Barnabás Prifer
- Samu Papp
- Dávid "Ninja" Mihalovics
- Mátyás Varga

Ex componenti
- Máté Karika – basso
- Csaba Tigelmann – batteria
- Tamás Péter – basso

## Discografia

### Album in studio
- 2009 – Fejjel lefelé
- 2010 – Fogyasztás előtt felrázandó
- 2013 – Szólj anyunak, hogy a városban vagyok
- 2016 – Ülni. Örülni. Megőrülni.
- 2021 – Ha mindenkit boldoggá akarsz tenni, árulj fagyit

### Singoli
- 2014 – Nem érinthet meg
- 2014 – Valami van a levegőben
- 2015 – Elkezdeni elölről
- 2015 – Emlékszem, sopronban (A volt fesztivál himnusza) (con gli Wellhello)
- 2015 – Darabokra törted a szívem
- 2016 – Élnünk kellett volna (feat. Agebeat & Kovary)
- 2017 – Otthon
- 2017 – Ahol a május földet ér
- 2018 – Mindenre ráveszel (feat. Zoli Kőváry)
- 2018 – Hajtól szívig
- 2018 – Téli hajtól szívig
- 2019 – Amikor feladnád
- 2020 – Melletted
- 2020 – Szeretni akit nem lehet (feat. Magdi Rúzsa)
- 2020 – "Téli" Szeretni, akit nem lehet
- 2021 – Gazdag vagy szegény
- 2021 – Többet kéne mosolyognom (feat. Ohnody)
- 2021 – Szívedből minden kell
- 2021 – Felnőttünk, de nem fogadjuk el (feat. Tkyd)
- 2021 – Nincsen véletlen
- 2021 – Az isten tudja
- 2021 – Másnak tavasz
- 2021 – Ha itt vagy te
- 2021 – Aki elvisz majd messze (feat. Ohnody)
- 2022 – Mielőtt megismertelek (con Dzsúdló)
- 2022 – Szétszeretlek (feat. Heléna Oláh)
- 2023 – Az idő
- 2023 – Oh igen! (feat. ByeAlex és a Slepp)
- 2024 – Ha bántanak az emberek